# بازاریابی مشارکتی
بازاریابی مشارکتی (به انگلیسی: Co-marketing) (Commensal Marketing، بازاریابی همزیست) بازاریابی است که در آن شرکت‌ها و مصرف‌کنندگان، شرکت‌ها و شرکت‌ها، ملت‌ها و ملت‌ها، انسان‌ها و طبیعت با هم در ارتباط هستند، یکدیگر را می‌پذیرند و به یکدیگر اعتماد می‌کنند. «بازاریابی مشارکتی» در سال ۱۹۸۱ زمانی آغاز شد که کویچی شیمیزو، استاد دانشگاه جوسای، مقاله ای را در بولتن منتشر شده توسط مؤسسه تحقیقاتی تبلیغات نیکی در ژاپن منتشر کرد. بازاریابی مشارکتی به عنوان بخشی از بازاریابی مشترک گنجانده شده است.

## بازاریابی همزیستی (همزیستی)
بازاریابی (همزیستی) بازاریابی است که در آن شرکت و شرکت، شرکت و مصرف‌کننده، کشور و کشور، انسان و طبیعت با هم همزیستی دارند. مدل قطب‌نمای 7Cs توسط کویچی شیمیزو چارچوبی از بازاریابی مشترک (بازاریابی Commensal یا بازاریابی همزیست) است.
مدل قطب‌نما 7Cs شامل موارد زیر است:
کلیدواژه‌های این مدل کالا، امنیت و آب و هوا هستند.
(C1) شرکت - هسته 4Cs شرکت (شرکت و سازمان غیرانتفاعی) است. C-O-S (رقیب، سازمان، ذینفع) در شرکت. شرکت باید رعایت و پاسخگویی را مهم بداند. رقابت در زمینه‌هایی که شرکت در آن با سایر شرکت‌های صنعت خود رقابت می‌کند.
چهار عنصر مدل قطب‌نما 7Cs
یک رویکرد رسمی به این همزیستی هماهنگ با زمین و آمیخته بازاریابی پایدار به عنوان چهار Cs (کالا، هزینه، ارتباطات)، کانال در "مدل قطب‌نمای 7Cs" شناخته می‌شود. مدل چهار Cs جایگزینی برای ایجاد مشترک تقاضا/مشتری برای چاه فراهم می‌کند. - مدل طرف عرضه چهار P شناخته شده (محصول، قیمت، تبلیغ، مکان) مدیریت بازاریابی:[نیازمند منبع]
محصول → کالا
قیمت → هزینه
ارتقاء → ارتباطات
مکان → کانال
(C2) کالا - (معنای اصلی لاتین: Commodus = هم راحت و هم شاد): کالاها و خدماتی که توسط شرکت‌ها و مصرف‌کنندگان با هم ایجاد می‌شوند. محصول خارج شده بی فایده است خریدنش خوب نیست چون ما ساختیمش.
(C3) Cost – (معنای اصلی لاتین: Constare= با هم فداکاری می‌کند): هزینه تولید، هزینه فروش، هزینه خرید و هزینه برای جامعه و محیط جهانی.
(C4) ارتباطات - (معنای اصلی لاتین: Communio = اشتراک معنا): ارتباطات بازاریابی: IMC، تبلیغات، ارتقاء فروش، روابط عمومی، تبلیغات، هویت شرکتی و غیره.
(C5) کانال – (معنای اصلی یک کانال است): کانال‌های بازاریابی. تلفیقی از واقعی و اینترنت.
(C6) مصرف‌کننده - (سوزن قطب‌نما به مصرف‌کننده)
عوامل مربوط به مصرف‌کنندگان را می‌توان با اولین کاراکتر چهار جهت مشخص شده در مدل قطب‌نما توضیح داد. این‌ها را می‌توان با جهت‌های اصلی به خاطر آورد، از این رو مدل قطب‌نما نامیده می‌شود:
N = نیازها
S = امنیت
E = آموزش: (آموزش مصرف‌کننده)
W = می‌خواهد
(C7) شرایط - (سوزن قطب‌نما به شرایط)
علاوه بر مصرف‌کننده، عوامل محیطی خارجی غیرقابل کنترل مختلفی نیز شرکت‌ها را احاطه کرده‌اند. در اینجا می‌توان آن را با اولین کاراکتر چهار جهت مشخص شده در مدل قطب‌نما نیز توضیح داد:[نیازمند منبع]
N = ملی و بین‌المللی: محیط سیاسی، قانونی و اخلاقی
S = اجتماعی و فرهنگی
E = اقتصادی
W = آب و هوا: آب و هوای شدید، تغییرات آب و هوایی و بلایا.